# Corradi (pittori)

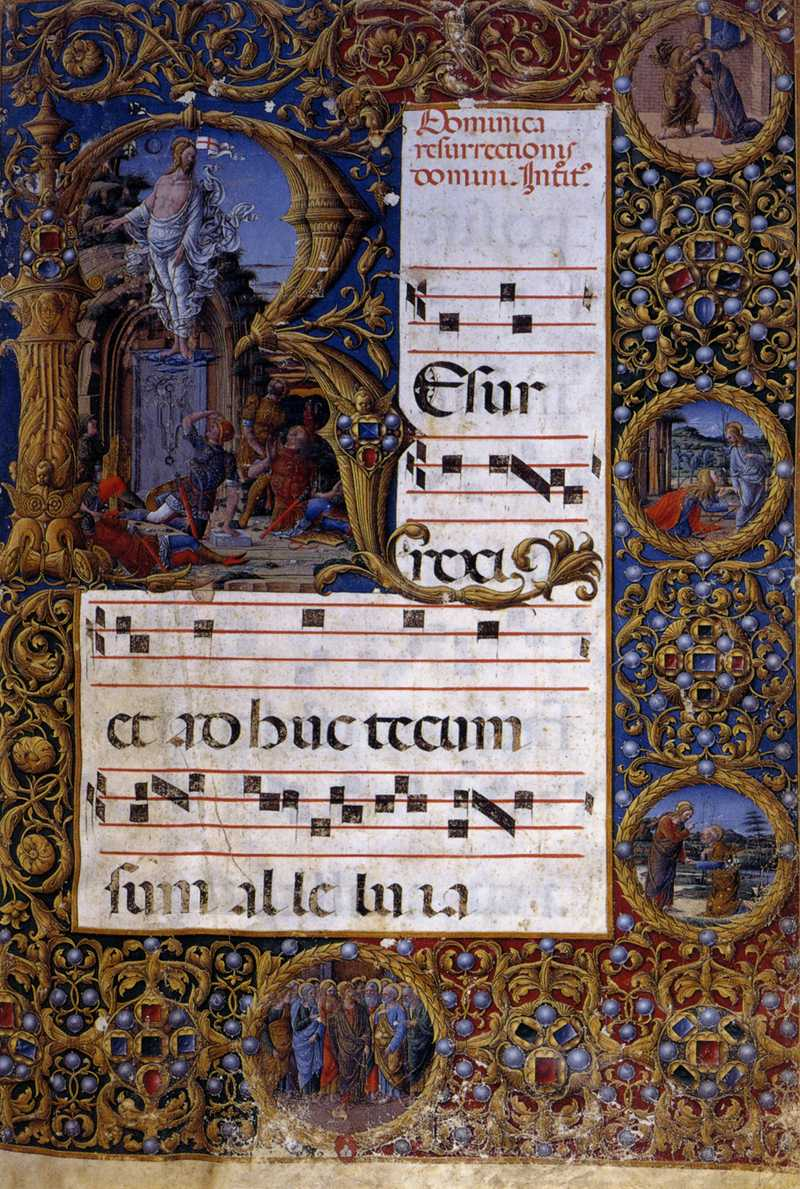
Cattedrale di Siena, miniatura di Girolamo da Cremona

I Corradi furono una famiglia di pittori di origine cremonese, attivi a Mantova nell'ultima metà del Quattrocento e agli inizi del Cinquecento.

## Membri illustri della famiglia
- Zanino Corradi (?-1443), pittore alla corte dei Gonzaga dal 1419 fino al 1443;
- Bartolomeo Corradi, figlio di Zanino;
- Girolamo Corradi (?-dopo 1483), noto come "Girolamo da Cremona", miniatore, figlio di Zanino;
- Francesco Corradi, figlio di Bartolomeo, citato assieme al fratello Girolamo nel testamento di Andrea Mantegna[3]
- Girolamo Corradi, figlio di Bartolomeo.